# La Masquerade Infernale
La Masquerade Infernale – wydany w 1997 r. album norweskiej grupy Arcturus. Jest to najsłynniejsza płyta zespołu, wysoko oceniona przez krytyków. Dzięki niej Arcturus zyskał duży rozgłos na arenie metalowej i nie tylko.
Początkowo album miał nosić tytuł The Satanist, ale członkowie grupy zrezygnowali z tego planu. Muzykę na albumie najczęściej określa się jako awangardowy metal symfoniczny. Wokalista Kristoffer "Trickster G." Rygg przestał growlować, a zaczął śpiewać operowym głosem. W nagrywaniu albumu uczestniczył również kwartet smyczkowy. Autorem utworu "The Chaos Path" jest Simen "Vortex" Hestnæs, obecny członek zespołu, który również udzielał się wokalnie na albumie.
Tekst utworu "Alone" pochodzi z wiersza Edgara Allana Poego pod tym samym tytułem, natomiast "The Throne of Tragedy" jest tłumaczeniem z języka norweskiego wiersza "Tragediens Trone" autorstwa Jørna Henrika Sværena, który pisał część tekstów dla grupy przez pewien okres. "Tragediens Trone" to również drugi utwór z dema zespołu Ulver - Vargnatt.
Utwory z płyty (poza "The Chaos Path" i "Of Nails and Sinners") znalazły się na kolejnej płycie, Disguised Masters, w formie remiksów.
W 2003 r. płyta została ponownie wydana przez Candlelight Records, jednak brakuje na niej pierwszego utworu (hidden track).

## Lista utworów
| Nr | Tytuł utworu                                     | Długość |
| -- | ------------------------------------------------ | ------- |
| 1. | „utwór ukryty”                                   | 1:27    |
| 2. | „Master of Disguise”                             | 6:43    |
| 3. | „Ad Astra”                                       | 7:36    |
| 4. | „The Chaos Path”                                 | 5:32    |
| 5. | „La Masquerade Infernale” (utwór instrumentalny) | 1:59    |
| 6. | „Alone”                                          | 4:39    |
| 7. | „The Throne of Tragedy”                          | 6:33    |
| 8. | „Painting my Horror”                             | 5:59    |
| 9. | „Of Nails and Sinners”                           | 6:06    |
|    |                                                  | 46:34   |

## Twórcy
- Kristoffer "Trickster G." Rygg - śpiew
- Steinar Sverd Johnsen - instrumenty klawiszowe
- Knut Magne Valle - gitara
- Hugh "Skoll" Mingay - gitara basowa
- Jan Axel "Hellhammer" Blomberg - instrumenty perkusyjne

### Goście
- Simen "Vortex" Hestnæs - śpiew ("Master of Disguise", "The Chaos Path", "Painting my Horror")
- Carl August Tidemann - gitara ("Ad Astra", "Of Nails and Sinners")
- Erik "AiwarikiaR" Lancelot - flet ("Ad Astra")
- Idun Felberg - trąbka ("Ad Astra")
- Vegard Johnsen - skrzypce
- Dorthe Dreier - altówka
- Hans Josef Groh - wiolonczela
- Svein Haugen - kontrabas